# Музей Государственного флага
Музей Государственного флага (азерб. Dövlət Bayrağı Muzeyi) — музей, посвящённый истории государственности Азербайджана. Находится на площади Государственного флага в Баку. Открытие музея состоялось в 2010 году.

## История
Музей Государственного флага был открыт 9 ноября 2010 года — в День Государственного флага Азербайджанской Республики. В церемонии открытия приняли участие президент Азербайджана Ильхам Алиев и его супруга первый вице-президент Мехрибан Алиева. Музей был построен по распоряжению Президента Азербайджана и расположен на площади Государственного флага.
В 2017 году музей был закрыт на реконструкцию в связи с проведением реконструкционно-реставрационных работ на площади Государственного флага. Открытие обновленного музея состоялось 8 ноября 2024 года.

## Описание
Музей построен в форме восьмиконечной звезды и расположен под постаментом флагштока на площади Государственного флага. Музей построен по проектам азербайджанских архитекторов и дизайнеров.

### Экспозиции
Музей Государственного флага состоит из шести выставочных залов.
Зал А.В выставочном зале А демонстрируются флаги, относящиеся к древности и средневековью, наконечники флагов, символы власти, монеты, оружие и гербы азербайджанских городов XIX века.
Зал В. Выставочный зал B охватывает период Азербайджанской Демократической Республики и Азербайджанской ССР. Здесь представлены Государственный флаг, который был вывешен в парламенте Азербайджанской Демократической Республики, фотографии, относящиеся к тому периоду, денежные купюры, почтовые марки, а также флаги, гербы Азербайджанской ССР, ее конституции разных лет, денежные купюры и почтовые марки.
Зал С. Выставочный зал C охватывает период независимости Азербайджана. Здесь демонстрируются памятные медали и почтовые марки, посвященные общенациональному лидеру Гейдару Алиеву, штандарт Президента Азербайджана, государственные ордена и медали, Конституция Азербайджана, а также ордена и медали, посвященные Отечественной войне и тд.
Зал Д. В зале D экспонируются флаги, медали, эмблемы и шевроны Вооруженных сил Азербайджана.
В залах E и F демонстрируются церемониальная форма одежды военнослужащих Азербайджана.
В музее выставлен сертификат Книги рекордов Гиннесса, подтверждающий, что азербайджанский государственный флагшток является самым высоким флагштоком в мире, а также книги и фотографии. Многие экспонаты представлены впервые. В музее представлена выставка «Галерея Победы», посвященная Второй Карабахской войне.

## Галерея

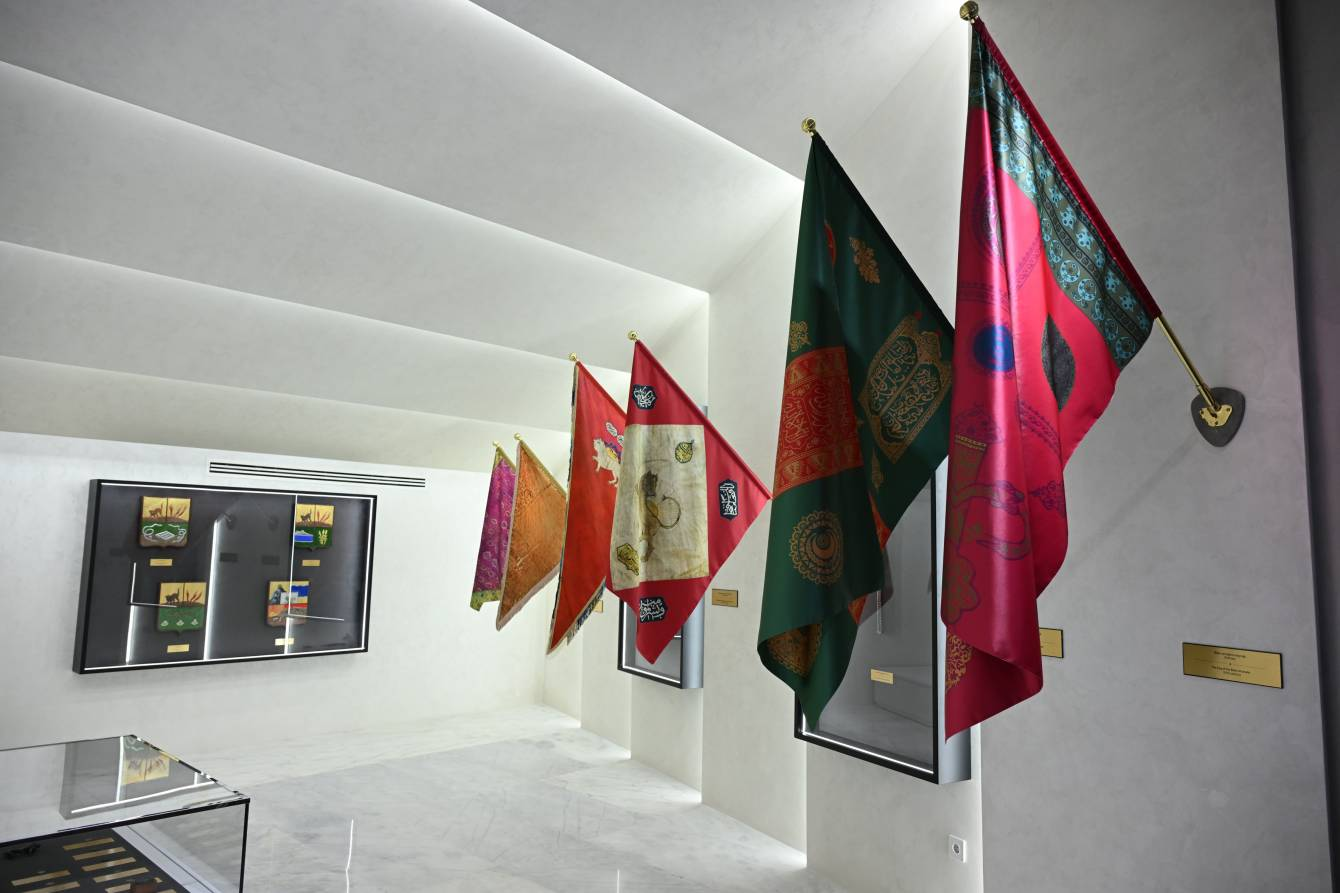
Исторические флаги
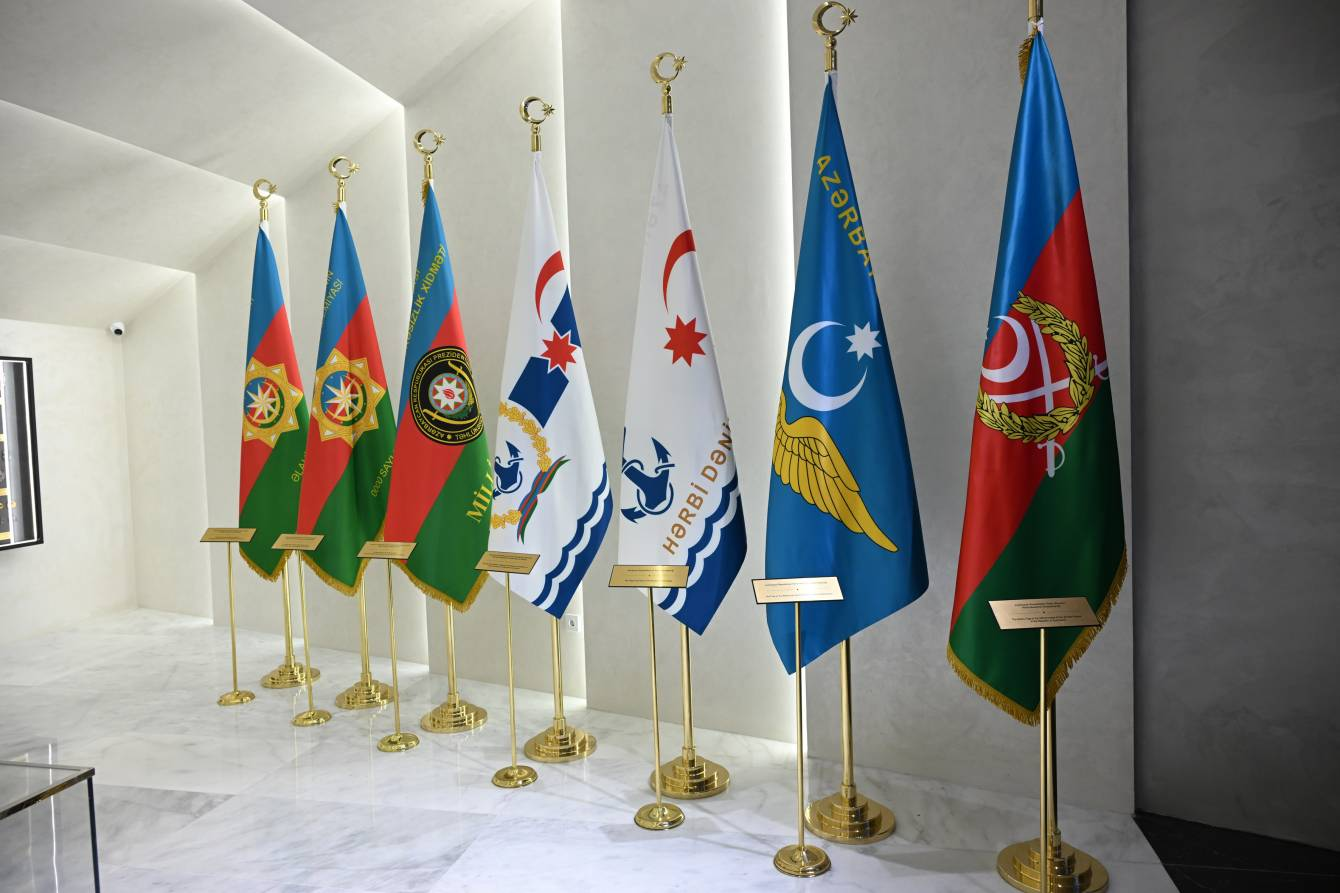
Современные флаги
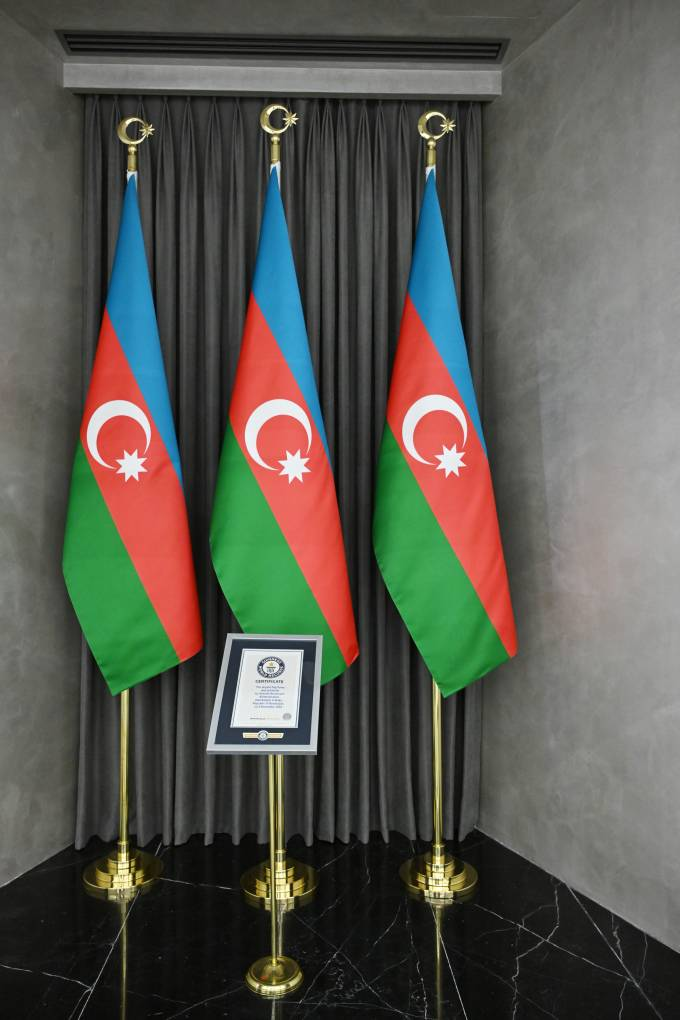
Сертификат Книги рекордов Гиннесса
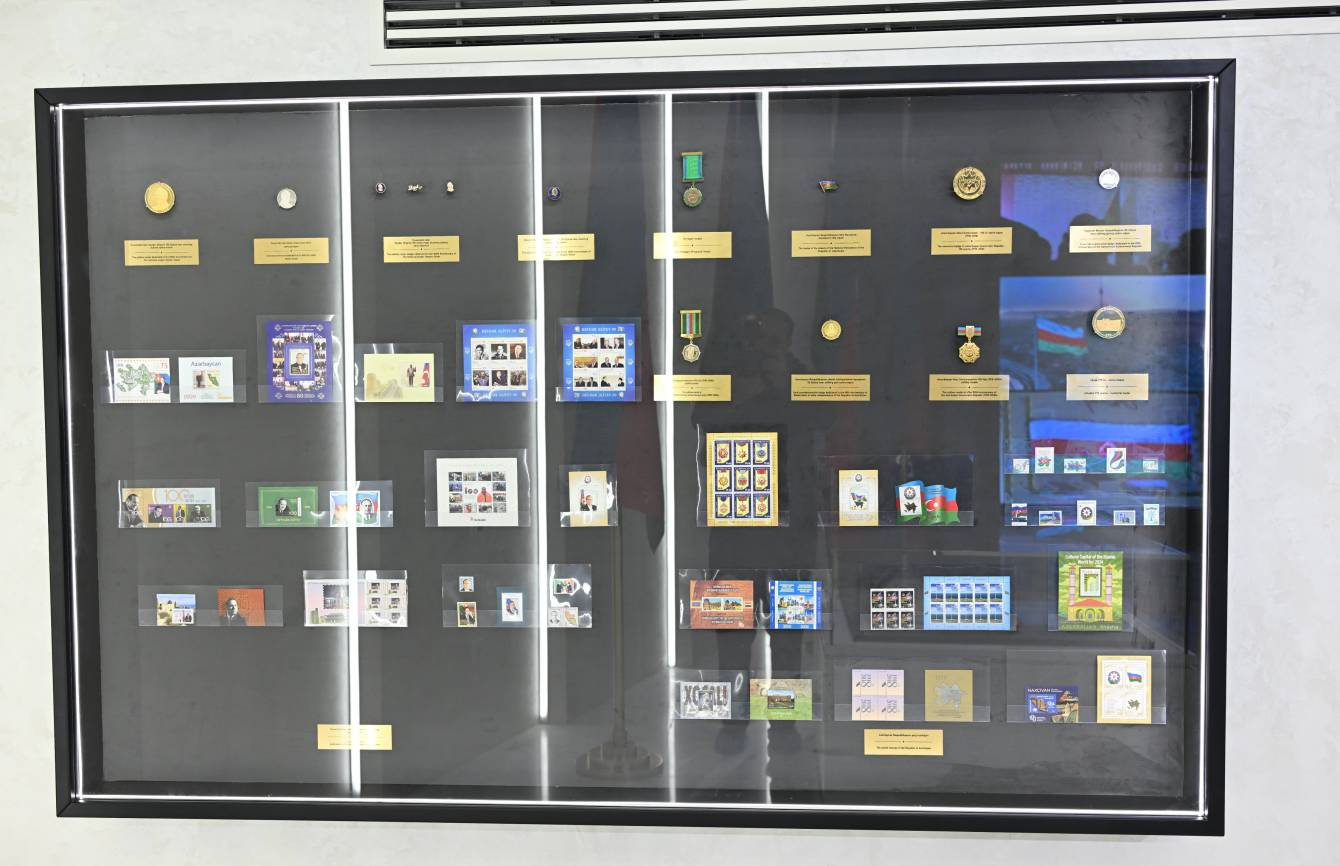
Почтовые марки
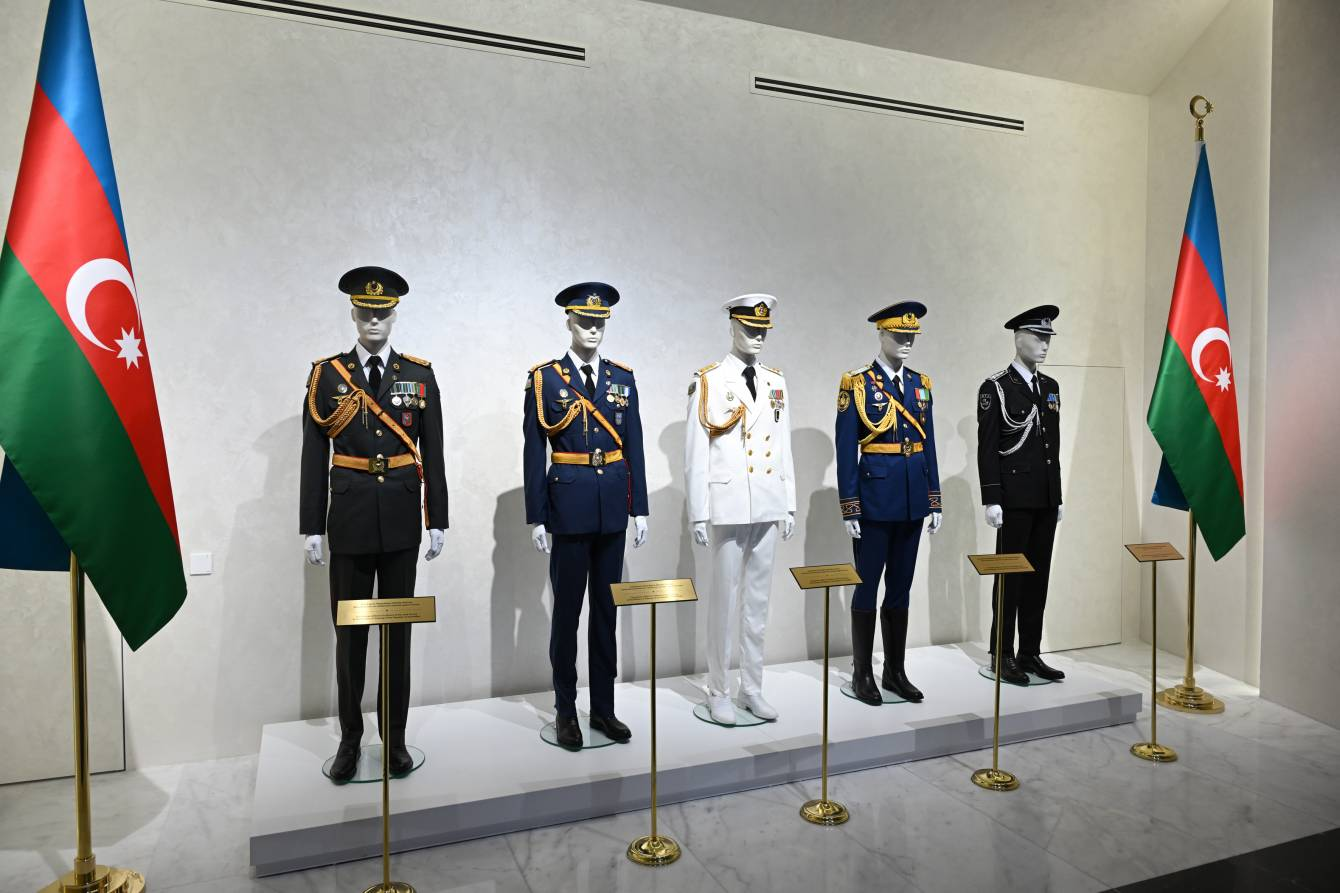
Военные формы